# Bar do Parque
O Bar do Parque é um tradicional local da boemia da cidade de Belém do Pará. Considerado como um dos mais emblemáticos cartões postais da cidade, localizado na Praça da República, entre o Teatro da Paz e a Avenida Getúlio Vargas, é tombado pelo Instituto do Patrimônio Histórico e Artístico Nacional (IPHAN) como patrimônio histórico-cultural, fazendo parte do complexo Praça da República – Theatro da Paz.

## História
O quiosque que da lugar ao Bar do Parque foi construído em 1921 pelo arquiteto e engenheiro Francisco Bolonha. O projeto seguia a política de construção de quiosques criada por Antônio Lemos, 3º Intendente de Belém entre 1897 e 1911, que visava aproximar Belém das cidades europeias, como Paris, com seus bares e cafés a céu aberto.
O quiosque, onde nos dias atuais funciona o Bar do Parque, foi o único que restou do início do século XX.
Até meados do século XX, antes de se tornar um bar, funcionava como bilheteria do Teatro da Paz.
Durante os anos 1960, considerado o tempo áureo do Bar do Parque, o local era frequentado por intelectuais, artistas, políticos e estudantes, sendo considerado um local de formação de opinião nas suas primeiras décadas de existência. 
O bar foi visitado por personalidades como Clarice Lispector, Mário de Andrade, Simone de Beauvoir, Jean Paul Sartre e Walt Disney.

## Mudança de gerência
O local foi administrado pela família Hermes Pinto de 1963 até 2016, quando a prefeitura de Belém começou uma reforma visando a restauração do complexo da Praça da República. Foi feito um pregão para a concessão de uso do Bar do Parque, ganhado por empresários da barbearia Rockfeller Barbeara Ltda. ME, que gerencia o bar até os dias atuais.

## Processo de gentrificação
Em 2018, após dois anos fechado para reformas, o Bar do Parque foi reaberto com novos ares. O local, que antes dava lugar a frequentadores da classe popular, passou a ter um cardápio com altos preços, explicitando uma política higienista e excludente por parte das classes hegemônicas de Belém, que buscam manter seus interesses, assim como foi quando o quiosque que da lugar ao bar surgiu.

## Curiosidades
- Até 2016 o Bar do Parque funcionava 24 horas por dia, exceto no Círio de Nazaré e na Quarta-feira de Cinzas;
- Foi onde surgiu a Festa da Chiquita em 1980, idealizada pelo sociólogo carioca Luiz Bandeira;
- Durante algumas décadas possuía um Jukebox.[5]